# Clarence Carlsson
Clarence Carlsson (* 20. Jahrhundert) ist ein ehemaliger schwedischer Radrennfahrer und nationaler Meister im Radsport.

## Sportliche Laufbahn
1955 gewann er die nationale Meisterschaft im Mannschaftszeitfahren gemeinsam mit Gunnar Lindgren, Rune Nilsson und Stig Andersson. 1957 war er erneut in dem Titelrennen erfolgreich. Mit ihm gewannen Thure Bengtsson, Rune Nilsson und Gunnar Lindgren die Meisterschaft. 1953 siegte er im Eintagesrennen Östgötaloppet. 1957 wurde er Titelträger in der Mannschaftswertung des Einzelzeitfahrens.